# 瓦讷奥林匹克俱乐部
瓦讷奥林匹克俱乐部，是法国瓦讷市的一个足球俱乐部，成立于1998年。现在参加法國全國乙組聯賽。